# 滋賀県道526号伊庭円山線
滋賀県道526号伊庭円山線（しがけんどう526ごう いばまるやません）は、滋賀県東近江市から近江八幡市に至る一般県道である。

## 概要
東近江市伊庭町から近江八幡市円山町に至る。
干拓によって生じた西の湖の北岸を通過する。

### 路線データ
- 起点：東近江市伊庭町（滋賀県道194号柳川能登川線交点）
- 終点：近江八幡市円山町（円山町交差点、滋賀県道26号大津守山近江八幡線交点）
- 総延長：6.1 km

## 路線状況

### 重複区間
- 滋賀県道600号近江八幡安土能登川自転車道線（東近江市伊庭町 - 近江八幡市安土町大中）

### 道路施設

#### 橋梁
- 白王橋（長命寺川、近江八幡市）

## 地理

### 通過する自治体
- 滋賀県
  - 東近江市 - 近江八幡市

### 交差する道路
| 交差する道路                                                                                       | 市町村名   | 交差する場所 | 交差する場所        |
| -------------------------------------------------------------------------------------------------- | ---------- | ------------ | ------------------- |
| 滋賀県道194号柳川能登川線                                                                          | 東近江市   | 伊庭町       | 起点                |
| 滋賀県道600号近江八幡安土能登川自転車道線 / びわ湖よし笛ロード 重複区間起点                        | 東近江市   | 伊庭町       |                     |
| 滋賀県道600号近江八幡安土能登川自転車道線 / びわ湖よし笛ロード 重複区間終点                        | 近江八幡市 | 安土町大中   |                     |
| 滋賀県道511号栗見新田安土線                                                                        | 近江八幡市 | 安土町大中   | 大中交差点          |
| 滋賀県道26号大津守山近江八幡線 滋賀県道600号近江八幡安土能登川自転車道線 / びわ湖よし笛ロード 重複 | 近江八幡市 | 円山町       | 円山町交差点 / 終点 |

### 沿線
- 大中の湖南遺跡
- 大中神社
- 西の湖
- 琵琶湖水郷めぐり乗船場